# دوايت (إلينوي)
دوايت (بالإنجليزية: Dwight)‏ هي منطقة سكنية تقع في الولايات المتحدة في إلينوي. يقدر عدد سكانها بـ 4,260 نسمة .

## التركيبة السكانية
حدّد مكتب تعداد الولايات المتحدة بيانات التركيبة السكانية لدوايت في تعداد الولايات المتحدة. في ما يلي، التركيبة السكانية حسب تعدادي 2000 و2010.

### تعداد عام 2000
بلغ عدد سكان دوايت 4,363 نسمة بحسب تعداد عام 2000، وبلغ عدد الأسر 1,667 أسرة وعدد العائلات 1,097 عائلة مقيمة في القرية. في حين سجلت الكثافة السكانية 535.3 نسمة لكل كيلومتر مربع (1,386.4/ميل2). وبلغ عدد الوحدات السكنية 1,803 وحدة بمتوسط كثافة قدره 221.2 لكل كيلومتر مربع (572.9/ميل2).
وتوزع التركيب العرقي للقرية بنسبة 96.72% من البيض و0.92% من الأمريكيين الأفارقة و0.05% من الأمريكيين الأصليين و0.25% من الأمريكيين ذوي الأصول الآسيوية و1.17% من الأعراق الأخرى و0.89% من عرقين مختلطين أو أكثر و2.80% من الهسبانيون أو اللاتينيون من أي عرق.
بلغ عدد الأسر 1,667 أسرة كانت نسبة 35.8% منها لديها أطفال تحت سن الثامنة عشر تعيش معهم، وبلغت نسبة الأزواج القاطنين مع بعضهم البعض 52.8% من أصل المجموع الكلي للأسر، ونسبة 10.2% من الأسر كان لديها معيلات من الإناث دون وجود شريك، بينما كانت نسبة 2.8% من الأسر لديها معيلون من الذكور دون وجود شريكة وكانت نسبة 34.2% من غير العائلات. تألفت نسبة 29.6% من أصل جميع الأسر من عدة أفراد يعيشون في نفس المنزل ونسبة 14.2% كانت تتألف من شخص يعيش بمفرده يبلغ من العمر 65 عاماً أو أكثر. وبلغ متوسط حجم الأسرة المعيشية 2.48، أما متوسط حجم العائلات فبلغ 3.10.
بلغ العمر الوسطي للسكان 36.6 عاماً. وكانت نسبة 26.3% من القاطنين تحت سن الثامنة عشر، وكانت نسبة 8% بين الثامنة عشر والرابعة والعشرين عاماً، ونسبة 26.4% كانت واقعةً في الفئة العمرية ما بين الخامسة والعشرين والرابعة والأربعين عاماً، ونسبة 20.4% كانت ما بين الخامسة والأربعين والرابعة والستين، ونسبة 13.6% كانت ضمن فئة الخامسة والستين عاماً فما فوق. يوجد لكل 100 أنثى 88.0 ذكر، ويوجد لكل 100 أنثى في الثامنة عشر من عمرها فما فوق 86.3 ذكر.
بلغ متوسط دخل الأسرة في القرية 39,984 دولارًا، أما متوسط دخل العائلة فبلغ 44,625 دولارًا. وكان متوسط دخل الذكور 37,750 دولارًا مقابل 27,419 دولارًا للإناث. وسجل دخل الفرد الخاص بالقرية 20,997 دولارًا. وكانت نسبة 5% من العائلات ونسبة 10.8% من السكان تحت خط الفقر، وكان من هؤلاء نسبة 9.9% تحت سن الثامنة عشر ونسبة 10.3% في الخامسة والستين من العمر وما فوق.

### تعداد عام 2010
بلغ عدد سكان دوايت 4,260 نسمة بحسب تعداد عام 2010، وبلغ عدد الأسر 1,682 أسرة وعدد العائلات 1,088 عائلة مقيمة في القرية. في حين سجلت الكثافة السكانية 522.7 نسمة لكل كيلومتر مربع (1,353.8/ميل2). وبلغ عدد الوحدات السكنية 1,862 وحدة بمتوسط كثافة قدره 228.5 لكل كيلومتر مربع (591.8/ميل2).
وتوزع التركيب العرقي للقرية بنسبة 96.74% من البيض و0.85% من الأمريكيين الأفارقة و0.09% من الأمريكيين الأصليين و0.49% من الأمريكيين ذوي الأصول الآسيوية و1.03% من الأعراق الأخرى و0.80% من عرقين مختلطين أو أكثر و3.29% من الهسبانيون أو اللاتينيون من أي عرق.
بلغ عدد الأسر 1,682 أسرة كانت نسبة 32.2% منها لديها أطفال تحت سن الثامنة عشر تعيش معهم، وبلغت نسبة الأزواج القاطنين مع بعضهم البعض 49.5% من أصل المجموع الكلي للأسر، ونسبة 10.5% من الأسر كان لديها معيلات من الإناث دون وجود شريك، بينما كانت نسبة 4.7% من الأسر لديها معيلون من الذكور دون وجود شريكة وكانت نسبة 35.3% من غير العائلات. تألفت نسبة 29.4% من أصل جميع الأسر من عدة أفراد يعيشون في نفس المنزل ونسبة 11% كانت تتألف من شخص يعيش بمفرده يبلغ من العمر 65 عاماً أو أكثر. وبلغ متوسط حجم الأسرة المعيشية 2.41، أما متوسط حجم العائلات فبلغ 2.98.
بلغ العمر الوسطي للسكان 41.3 عاماً. وكانت نسبة 22.9% من القاطنين تحت سن الثامنة عشر، وكانت نسبة 8.1% بين الثامنة عشر والرابعة والعشرين عاماً، ونسبة 24.1% كانت واقعةً في الفئة العمرية ما بين الخامسة والعشرين والرابعة والأربعين عاماً، ونسبة 29.7% كانت ما بين الخامسة والأربعين والرابعة والستين، ونسبة 15.3% كانت ضمن فئة الخامسة والستين عاماً فما فوق. وتوزع التركيب الجنسي للسكان بنسبة 49% ذكور و51% إناث.

## أعلام
- جيمس جي. سترونج
- أنطوانيت فانك
- دوايت ويلسون
- فرانكلين سمنر ايرل